# Dóczy Jenő
Dóczy Jenő (Nagykőrös, 1881. szeptember 16. – Budapest, 1937. március 8.) földművelésügyi miniszteri osztálytanácsos, irodalomkritikus.

## Élete
Dóczy Imre gimnáziumi tanár és Papp Rozália fia. Tanulmányait Budapesten végezte. A Nyugatban, Napkeletben és Magyarságban számos tanulmánya és kritikája jelent meg. 1921-ben sajtó alá rendezte Ady Endre válogatott verseinek gyűjteményét, 1924-ben Földessy Gyulával együtt megindította az Ady-Múzeumot. 1925 és 1933 között a Magyarság című lap belső munkatársa volt. Halálát szívbénulás okozta.

## Művei
- Ignotus irodalomtörténeti szerepe és jelentősége (Budapest, 1924)
- Egy nap Arany János életéből. Budapest, 1928. (Novella.)
- Arany János (Életképek, Budapest, 1929)
- Dédácsi idill. Budapest, 1937. (Kazinczy Ferenc képzelt naplója. A szerző a széphalmi mester stílusában írta meg a nagy nyelvújító erdélyi utazásának költött szerelmi epizódját.)